# استانیسلاو مانولف
استانیسلاو مانولف (بلغاری: Станислав Манолев؛ زادهٔ ۱۶ دسامبر ۱۹۸۵) بازیکن فوتبال اهل بلغارستان است.
از باشگاه‌هایی که در آن بازی کرده‌است می‌توان به باشگاه فوتبال کوبان کراسنودار، باشگاه ورزشی پی‌اس‌وی آیندهوون، باشگاه فوتبال لیتکس لووچ، باشگاه فوتبال دینامو مسکو، و باشگاه فوتبال فولام اشاره کرد.
وی همچنین در تیم‌های ملی فوتبال زیر ۲۱ سال بلغارستان و بلغارستان بازی کرده‌است.